# Madge Bellamy
Margaret Derden Philpott, coneguda com a Madge Bellamy, (30 de juny del 1899, Hillsboro, Texas - 24 de gener del 1990, Upland, Califòrnia) fou una actriu estatunidenca famosa per les seves pel·lícules mudes, molt popular als anys 20 i principis dels 30.

## Biografia
Nascuda en una família ben situada, filla d'un catedràtic de literatura anglesa, Margaret Derden Philpott debutà als cinc anys sobre un escenari de teatre i, des de llavors, s'educà a casa seva i, durant un temps, a l'escola St. Mary's Hall de Denver.
Marxà a Nova York quan tenia 17 anys i aviat va treballar com a actriu i ballarina a Broadway, on començà a actuar a l'obra teatral Pollyanna. Seria, tanmateix, la substitució de Helen Hayes a l'obra Dear Brutus, la que la faria saltar a la fama. Interpretaria després Dream Girl i Peg O' My Heart.

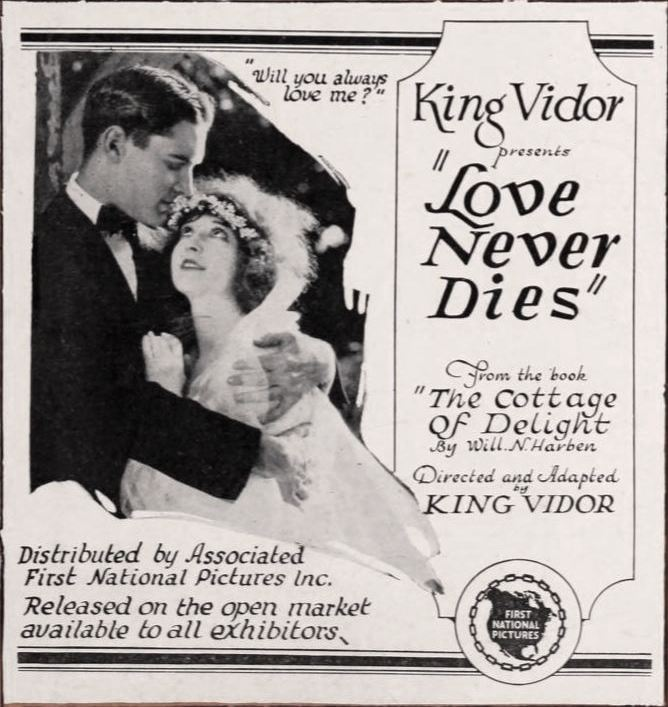
Love Never Dies (1921)

Va fer el salt al cinema i el novembre de 1920 va signar un contracte d'exclusivitat amb la companyia de cinema Triangle, de Thomas H. Ince, acabada de crear, per aparèixer a la pel·lícula Passing Through, que s'estrenaria al 1921.Tingué els seus més grans èxits el 1922, quan protagonitzà Lorna Done i el 1924 The Iron Horse. Tot i que l'arribada del sonor no va suposar-li massa problemes, el 1928 la seva negació a actuar a The Trial of Mary Dugan suposà el seu acomiadament de la productora FOX. En aquell mateix any es casà amb Logan Metcalf, de qui es divorciaria només tres dies després.

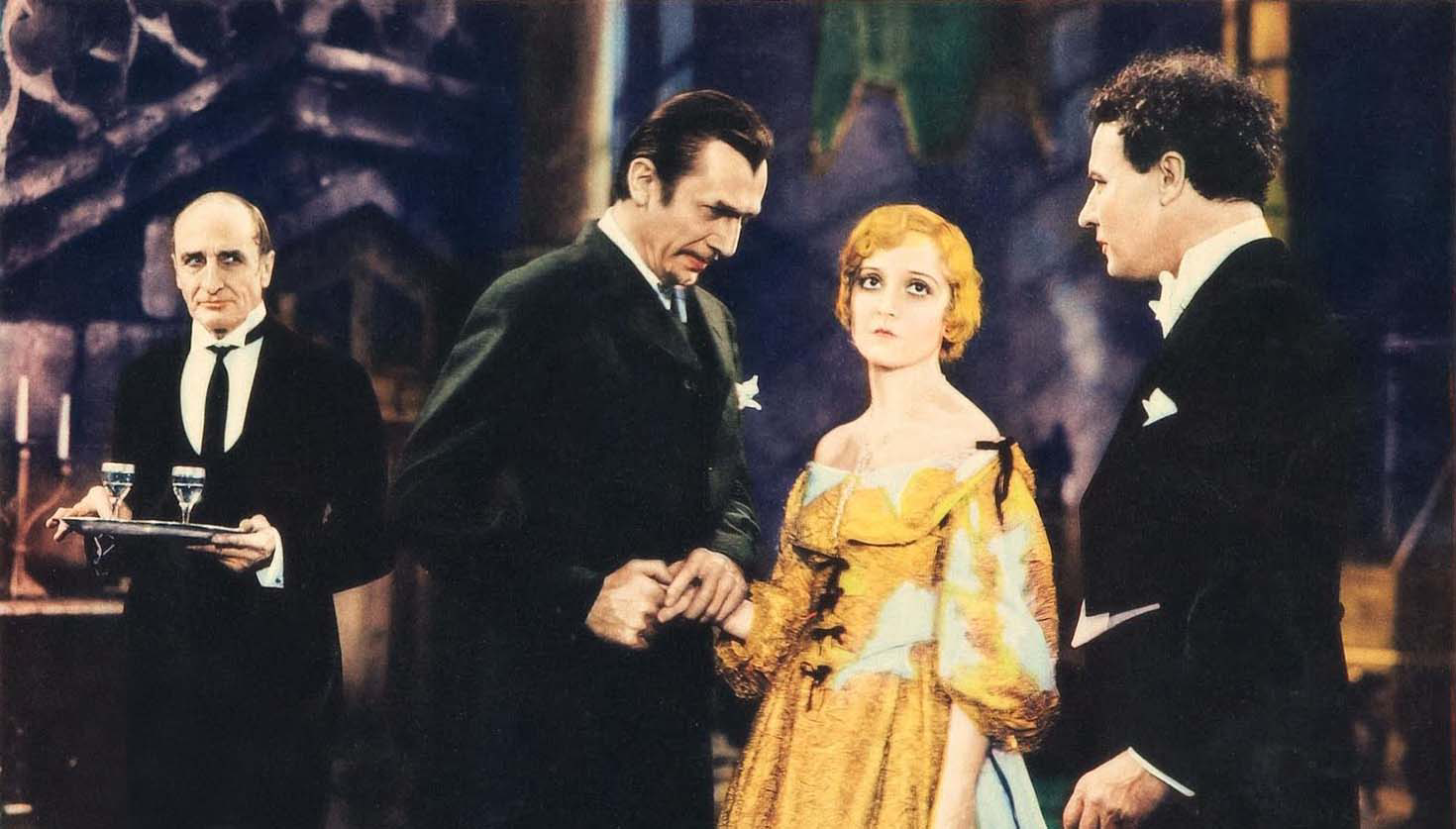
Morts vivents (1932)

El 1932, Morts vivents, en la qual compartia pantalla amb el llegendari Béla Lugosi, suposà la primera d'una ratxa de pel·lícules de sèrie B, que Madge, anteriorment gran estrella del cinema mut, protagonitzaria. El fi de l'etapa arribà el 1936 amb Crack Up, pel·lícula en els crèdits de la qual ja no apareixia. Dos anys abans el nom de Madge Bellamy havia tornat a saltar als diaris a causa d'un polèmic succés, en què l'actriu disparà el seu amant, el multimilionari Stanwood Murphy, quan aquest li anuncià que trencava el seu compromís.
Magde Bellamy va escriure una autobiografía, Darling of the Twenties, que es va publicar poc després de la seva mort.

## Filmografia
- The Riddle: Woman (1920)
- The Cup of Life (1921)
- Passing Through (1921)
- Blind Hearts (1921)
- Love Never Dies (1921)
- The Call of the North (1921)
- Hail the Woman (1921)
- Lorna Doone (1922)
- The Hottentot (1922)
- Garrison's Finish (1923)
- Are You a Failure? (1923)
- Soul of the Beast (1923)
- No More Women (1924)
- Do It Now (1924)
- The White Sin (1924)
- Love's Whirpool (1924)
- His Forgotten Wife (1924)
- Love and Glory (1924)
- The Fire Patrol (1924)
- The Iron Horse (1924)
- Secrets of the Nights (1924)
- On the Stroke of Three (1924)
- A Fool and His Money (1925)
- The Dancers (1925)
- The Parasite (1925)
- The Reckless Sex (1925)
- Wings of Youth (1925)
- The Man in Blue (1925)
- Lightnin (1925)
- Havoc (1925)
- Thunder Mountain (1925)
- Lazybones (1925)
- The Golden Strain (1925
- The Dixie Merchant (1926)
- Sandy (1926)
- Black Paradise (1926)
- Summer Bachelors (1926)
- Bertha the Sewing Maching Girl (1926)
- Ankles Preferred (1927)
- The Telephone Girl (1927)
- Colleen (1927)
- Very Confidential (1927)
- Silk Leg] (1927)
- Soft Living (1928)
- The Play Girl (1928)
- Mother Knows Best (1928)
- Fugitives (1929)
- Tonight at Twelve (1929)
- Morts vivents (White Zombie) (1932)
- Riot Squad (1933)
- Gordon of Ghost City (1933)
- Gigolettes of Paris (1933)
- Charlie Chan in London (1934)
- The Great Hotel Murder (1935)
- The Daring Young Man (1935)
- Metropolitan (1935)
- Champagne Charlie (1935)
- Under Your Spell (1936)
- Crack-Up (1936)
- Northwest Trail (1945)